# Henry Dale

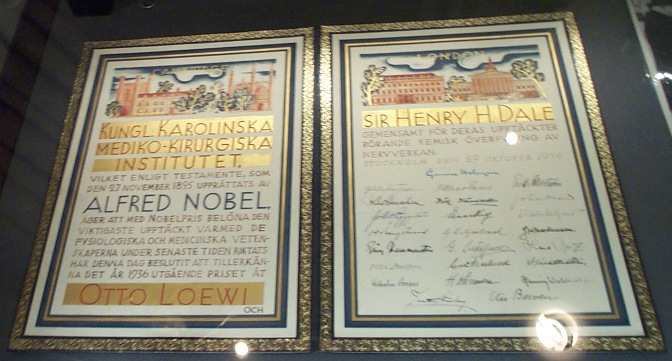
Henry Dales nobeldiplom.

Henry Hallett Dale, född 9 juni 1875 i Islington, London, England, död 23 juli 1968 i Cambridge, England, var en engelsk läkare och fysiolog och nobelpristagare.

## Biografi
Dale fick sin utbildning vid Tollington Park College och därefter vid Leys School i Cambridge. Han började 1894 vid Trinity College vid Cambridge University där han arbetade under fysiologen John Langley och tog sin läkarexamen 1909.
Åren 1928–1942 var han chef för National Institute for Medical Research i London. Han blev också känd genom sitt arbete för internationell standardisering av läkemedel.
År 1936 erhöll Dale Nobelpriset i fysiologi eller medicin tillsammans med Otto Loewi för undersökningar av den kemiska överföringen av nervimpulser, framför allt med hjälp av acetylkolin.
Under åren 1940–1945 var Dale president vid Royal Society och 1942 blev han Fullerian professor i kemi vid Royal Institution. Under andra världskriget tjänstgjorde han som regeringens vetenskaplige rådgivare.
Dale invaldes 1932 som utländsk ledamot nummer 752 av Kungliga Vetenskapsakademien 1932. Han adlades samma år och mottog Order of Merit 1944.